# Liste des présentateurs du Journal de 20 heures de France 2
 (juillet 2025).
Si vous disposez d'ouvrages ou d'articles de référence ou si vous connaissez des sites web de qualité traitant du thème abordé ici, merci de compléter l'article en donnant les références utiles à sa vérifiabilité et en les liant à la section « Notes et références ».
Pour un article plus général, voir Journal de 20 heures (France 2).
Cet article dresse la liste des présentateurs et présentatrices du Journal de 20 heures de France 2.
Cette émission est présentée du lundi au jeudi par   et du vendredi au dimanche par Laurent Delahousse depuis mars 2007.

## En semaine (lundi au jeudi)
Antenne 2 (1975-1992)
- 6 janvier 1975 - février 1976 : Jean-Marie Cavada et Guy Thomas (en alternance)
- février 1976 - juin 1976 : Guy Thomas, Patrick Poivre d'Arvor, Patrick Lecocq (en alternance)
- juin 1976 - août 1976 : Hélène Vida
- août 1976 - février 1977 : Daniel Bilalian, Didier Lecat, Patrick Poivre d'Arvor (en alternance)
- février 1977 - mai 1977 : Jean-Pierre Elkabbach, Patrick Poivre d'Arvor
- mai 1977 - juin 1977 : Jean-Claude Mangeot, Patrick Poivre d'Arvor
- juin 1977 - septembre 1981 : Patrick Poivre d'Arvor
- octobre 1981 - 28 juillet 1983[1] : Patrick Poivre d'Arvor et Christine Ockrent (en alternance)
- août 1983 - 29 mars 1985 : Bernard Rapp et Christine Ockrent (en alternance)
- avril 1985 - décembre 1985 : Bernard Rapp et Daniel Bilalian (en alternance)
- janvier 1986 - juillet 1987 : Bernard Rapp et Claude Sérillon (en alternance)
- 7 septembre 1987[2] - septembre 1988 : Henri Sannier
- 12 septembre 1988[3] - décembre 1988 : Christine Ockrent
- février 1989[4] - décembre 1989 : Christine Ockrent et Hervé Claude (en alternance)
- janvier 1990 - juin 1990 : Hervé Claude
- septembre 1990 - septembre 1992 : Henri Sannier et Bruno Masure (en alternance)

France 2 (depuis 1992)
- septembre 1992 - juin 1994 : Paul Amar, Hervé Claude et Bruno Masure (en alternance)
- septembre 1994 - juin 1995 : Étienne Leenhardt et Bruno Masure (en alternance)
- 1er septembre 1995 - 2 octobre 1997 : Daniel Bilalian et Bruno Masure (en alternance)
- 17 octobre 1997 - 30 juillet 1998 : Daniel Bilalian
- 17 août 1998 - 5 juillet 2001 : Claude Sérillon
- 3 septembre 2001 - 8 juin 2017 : David Pujadas
- 12 juin 2017 - 31 août 2017 : Julian Bugier (par intérim)
- 4 septembre 2017 - 26 juin 2025 : Anne-Sophie Lapix[5]
- 30 juin 2025 - 28 août 2025 : Julien Arnaud puis Sonia Chironi (par intérim)
- À partir du 25 août 2025 : Léa Salamé[6]

## Le week-end (vendredi au dimanche)
Antenne 2 (1975-1992)
- 11 janvier 1975 - 31 mars 1977[7] : Jean Lanzi, Patrick Lecoq
- avril 1977 - février 1979 : Patrick Lecoq, Gérard Holtz
- février 1979 - avril 1981 : Léon Zitrone
- octobre 1981 - juin 1983 : Patrick Poivre d'Arvor et Christine Ockrent (en alternance)
- août 1983 - avril 1985 : Bernard Rapp et Christine Ockrent (en alternance)
- avril 1985 - décembre 1985 : Bernard Rapp et Daniel Bilalian (en alternance)
- janvier 1986 - juillet 1987 : Bernard Rapp et Claude Sérillon (en alternance)
- septembre 1987 - juin 1990 : Daniel Bilalian
- septembre 1990 - septembre 1992 : Henri Sannier et Bruno Masure (en alternance)

France 2 (depuis 1992)
- septembre 1992 - juin 1994 : Paul Amar et Bruno Masure (en alternance)
- septembre 1994 - juin 1995 : Étienne Leenhardt et Bruno Masure (en alternance)
- septembre 1995 - 2 octobre 1997 : Daniel Bilalian et Bruno Masure (en alternance)
- 17 octobre 1997 - 25 février 2007 : Béatrice Schönberg
- Depuis le 9 mars 2007 : Laurent Delahousse

## Remplaçants

### En semaine (lundi au jeudi)
Antenne 2 (1975-1992)
- 1975-1977 : Paul Lefèvre
- 1977-1981 : Gérard Holtz, Philippe Harrouard
- 1981 (été) : Patricia Charnelet, Hervé Claude
- 1982 (été) : Hervé Claude, Claude Sérillon
- 1983 (été) : Philippe Harrouard, Hervé Claude
- 1987 (été) : Daniel Leconte, Norbert Balit, Philippe Harrouard
- Août 1988 : Hervé Claude, Philippe Lefait
- Été 1989 : Philippe Lefait, Philippe Gassot
- Été 1990 : Hervé Claude, Philippe Lefait, Philippe Gassot

France 2 (depuis 1992)
- 2000-2001 : Benoît Duquesne
- 2001-2003 : Antoine Cormery
- 2003-2006 : Carole Gaessler
- 2006-2007 : Laurent Delahousse
- 2007-2008 : Françoise Laborde
- 2008-2010 : Olivier Galzi[8]
- 2009 - 2011, été 2015 : Marie Drucker[9]
- 23 au 26 août 2010 : Sophie Le Saint[10]
- 15 et 26 au 29 juin 2017, 31 décembre 2018 au 3 janvier 2019 et 31 décembre 2019 au 2 janvier 2020  : Marie-Sophie Lacarrau
- 30 et 31 octobre 2019, 19 au 22 juillet 2021 et 18 au 28 juillet 2022 : Jean-Baptiste Marteau
- 15 septembre 2011 au 6 août 2020 : Julian Bugier[11]
- 12 au 15 août 2019 : Thomas Sotto
- 10 au 13 août 2020 et 26 au 29 juillet 2021 : Julien Benedetto
- 19 août 2010 et 14 juillet 2022 : Nathanaël de Rincquesen
- 19 octobre 2020 au 21 octobre 2024 :

Karine Baste-Régis
- 21 octobre 2024 - 31 juillet 2025 : Julien Arnaud[12]

### Le week-end (vendredi au dimanche)
- 1997-1998 : Philippe Harrouard
- 1999-2007 : Françoise Laborde
- 2007 : Laurent Delahousse, qui a assuré la présentation par intérim pendant l'absence de Béatrice Schönberg à l'approche de l'élection présidentielle française de 2007.
- 2007-2008 et 1er janvier au 18 août 2010 : Olivier Galzi[8],[9]
- 22 août 2008 au 19 juin 2016 : Marie Drucker[8],[9],[11]
- 5 au 7 puis 19 au 22 août 2016 : Marie-Sophie Lacarrau
- 2 juillet 2010[10], 6 et 7 juillet 2019 : Sophie Le Saint
- 20 au 22 août 2010, 22 au 24 juillet 2016, 26 au 28 août 2016 et 24 au 26 août 2018 : Nathanaël de Rinquesen
- 22 juillet 2011 au 14 août 2016 : Julian Bugier
- 14 au 16 août 2015, 27 juillet 2018 au 19 août 2018 ; 26 au 29 juillet 2019, 24 juillet au 16 août 2020, 20 au 29 août 2021 et 23 au 25 décembre 2021 : Jean-Baptiste Marteau
- 24 septembre 2016 au 3 septembre 2017, 23 au 25 juillet 2021 et 23 au 25 décembre 2022 : Leïla Kaddour-Boudadi
- 2 au 4 août 2019, 6 au 8 août 2021 et 22 juillet au 14 août 2022 : Julien Benedetto
- 30 juillet au 1er août 2021 : David Boéri
- 16 au 18 février 2024 et 16 août 2024 au 1er septembre 2024 : Maya Lauqué
- 20 octobre 2017 au 21 juillet 2024 : Thomas Sotto
- Depuis le 21 juillet 2024 : Sonia Chironi